# Hydriomena aztecaria
Hydriomena aztecaria är en fjärilsart som beskrevs av William Schaus 1922. Hydriomena aztecaria ingår i släktet Hydriomena och familjen mätare. Inga underarter finns listade i Catalogue of Life.